# Ruta Estatal de California 173
La Ruta Estatal de California 173, y abreviada SR 173 (en inglés: California State Route 173) es una carretera estatal estadounidense ubicada en el estado de California. La carretera inicia en el Oeste desde la SR 138     en Hesperia en sentido Este hasta finalizar en la SR 18     cerca de Lake Arrowhead. La carretera tiene una longitud de 40,1 km (24.944 mi).

## Mantenimiento
Al igual que las autopistas interestatales, y las rutas federales y el resto de carreteras estatales, la Ruta Estatal de California 173 es administrada y mantenida por el Departamento de Transporte de California por sus siglas en inglés Caltrans.